# Phần Lan
Phần Lan, quốc hiệu là Cộng hòa Phần Lan, là một quốc gia thuộc khu vực Bắc Âu. Phần Lan giáp với Thụy Điển về phía Tây, Nga về phía Đông, Na Uy về phía Bắc và Estonia về phía Nam qua Vịnh Phần Lan. Thủ đô của Phần Lan là Helsinki và cũng là thành phố lớn nhất.
Phần Lan là một trong những quốc gia dân cư thưa thớt nhất châu Âu. Theo số liệu tháng 12 năm 2020, dân số Phần Lan là 5.546.233  người. Với mật độ dân số chỉ khoảng 18 người/km², Phần Lan trở thành quốc gia có mật độ dân cư thấp nhất trong các nước Liên minh châu Âu. Ngôn ngữ chính tại nước này là tiếng Phần Lan - một ngôn ngữ thuộc hệ ngôn ngữ Ural. Bên cạnh đó, tiếng Thuỵ Điển là ngôn ngữ chính thức thứ hai của nước này.
Trong lịch sử, Phần Lan từng là một phần của Thụy Điển trong một thời gian dài (từ thế kỷ XII đến thế kỷ XVIII) rồi sau đó trở thành một đại công quốc dưới sự cai trị của Sa hoàng nước Nga trong khoảng thời gian 1809-1917. Ngày 6 tháng 12 năm 1917, Phần Lan chính thức tuyên bố độc lập, trở thành một nước cộng hòa. Năm 1918, đất nước Phần Lan non trẻ bị chia rẽ bởi cuộc nội chiến, giữa một bên là phe Hồng quân Bolshevik được hỗ trợ bởi nước Nga Xô Viết, và một bên là phe Bạch vệ, được Đế chế Đức hậu thuẫn. Sau một nỗ lực ngắn để thiết lập một vương quốc, đất nước đã trở thành một nền cộng hòa. Trong Thế chiến II, Liên Xô đã liên tục tìm cách chiếm đóng Phần Lan, Phần Lan đã buộc phải cắt nhượng cho Liên Xô một phần lãnh thổ của mình bao gồm Karelia, Salla, Kuusamo, Petsamo và một số đảo, nhưng đất nước vẫn giữ được độc lập. Sau Chiến tranh thế giới thứ hai, Phần Lan giữ vai trò như một nước trung lập và đã chuyển đổi nhanh chóng từ một nền kinh tế nông nghiệp lạc hậu sang nền kinh tế công nghiệp phát triển cao vào hàng bậc nhất châu Âu.
Phần Lan đã xây dựng được một nhà nước phúc lợi rộng rãi dựa trên mô hình Bắc Âu, đem lại sự thịnh vượng cho toàn dân và trở thành một trong những nước có thu nhập bình quân đầu người cao nhất trên thế giới. Phần Lan giữ thứ hạng cao trong các bảng xếp hạng quốc tế về giáo dục, khả năng cạnh tranh kinh tế, tự do dân chủ, chất lượng cuộc sống và phát triển con người . Ngày nay, Phần Lan là một quốc gia dân chủ theo chế độ cộng hòa nghị viện. Nước này là thành viên của Liên Hợp Quốc từ năm 1955 và gia nhập Liên minh châu Âu vào năm 1995.

## Từ nguyên
Tên gọi "Phần Lan" trong tiếng Việt bắt nguồn từ tiếng Trung. Trong tiếng Anh, Phần Lan được gọi là "Finland". Bằng tiếng Trung, "Fin-land" được phiên âm là “芬蘭” (pinyin: "Fēn lán"). “芬蘭” có âm Hán Việt là “Phân Lan”. Do "Phân" là từ tế nhị, “Phân Lan” trong tiếng Việt được gọi chệch thành “Phần Lan”.
Nguồn gốc xa xưa của tên gọi Phần Lan (Finland) được cho là bắt nguồn từ 3 tảng đá khắc chữ Rune (hệ thống chữ cái của người Bắc Âu từ thế kỉ I đến giữa thời Trung Cổ). 2 tảng đá được tìm thấy ở Uppland, một vùng nhỏ thuộc Thuỵ Điển, và trên 2 tảng này có khắc chữ finlonti (U 582). Tảng đá thứ 3 được tìm thấy ở Gotland, khu biển Ban-tích (Baltic Sea). Trên tảng này có khắc từ Finlandi (G319) và có từ thế kỷ XIII.

## Địa lý

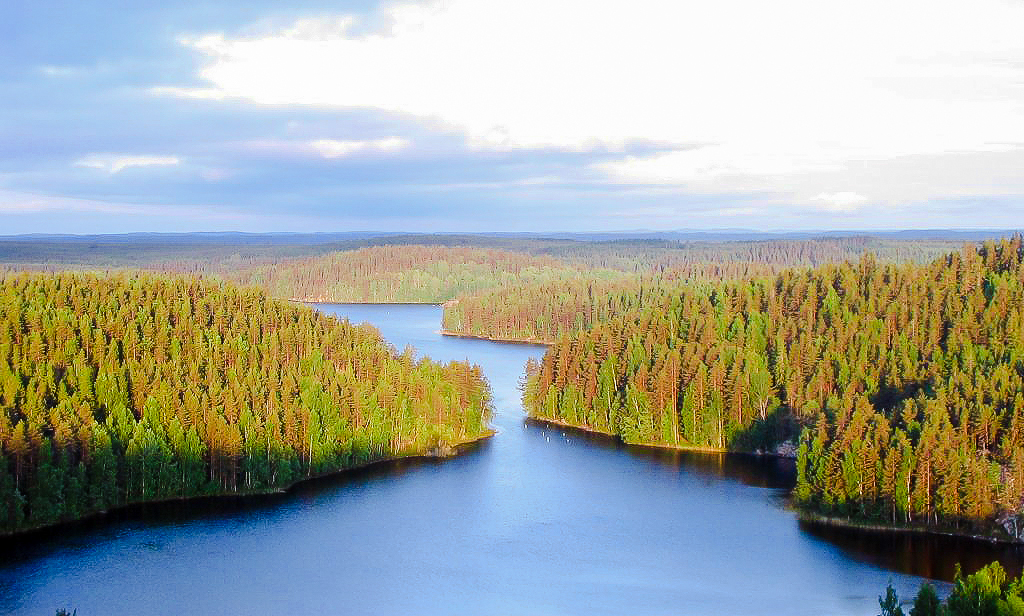
Vườn quốc gia Repovesi ở đông nam Phần Lan.

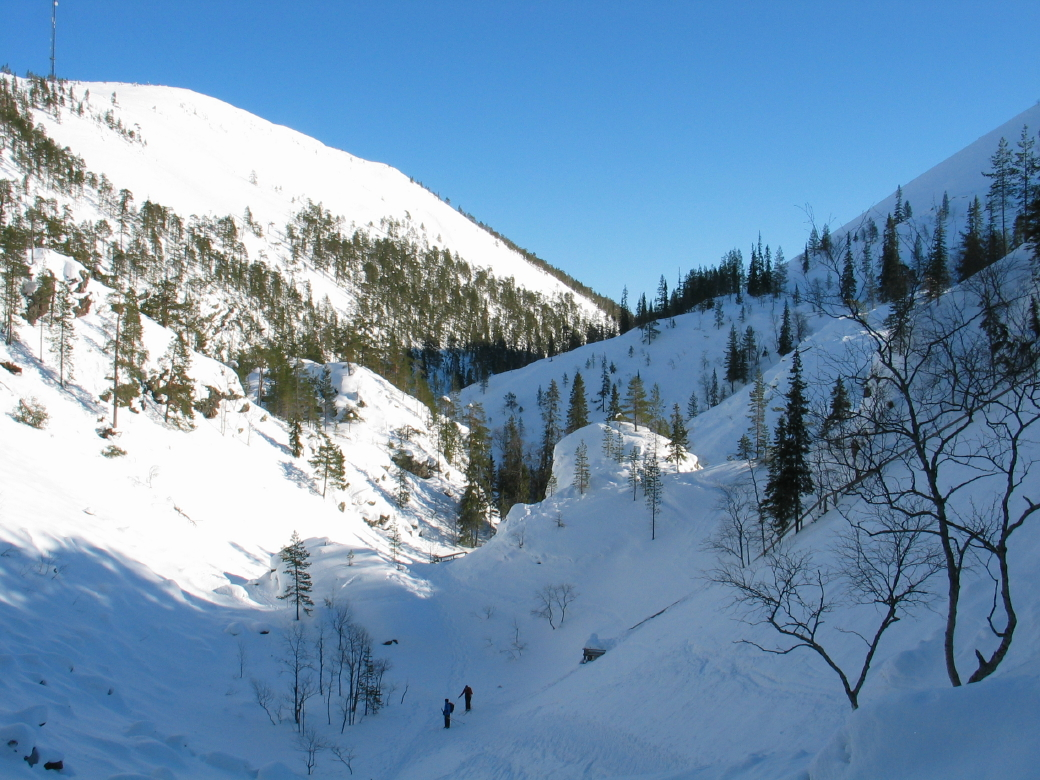
Vườn quốc gia Pyhä-Luosto.

Phần Lan nằm ở phía Bắc châu Âu giữa vĩ tuyến 60° và 70°. Một phần tư lãnh thổ là nằm phía bắc của Vòng Bắc Cực (vĩ tuyến 66°33' Bắc). Các nước láng giềng của Phần Lan là Thụy Điển, Na Uy, Nga và Estonia. Phần Lan thuộc Bắc Âu. Gần 1/3 lãnh thổ của Phần Lan nằm ở phía bắc vành đai Bắc cực. Hồ chiếm 1/10 diện tích của Phần Lan (tổng số khoảng 188.000 hồ). Hồ lớn nhất là hồ Saimaa rộng hơn 4.400 km². Phần Lan có 179.000 đảo khác nhau. Vào mùa đông, vịnh Bothnia ở phía Tây và Vịnh Phần Lan ở phía Nam đóng băng, ở các cảng phải sử dụng tàu phá băng. Đất của Phần Lan là đất băng giá. Trừ khu vực núi cao có đỉnh tới 1.342 m ở phía Tây Bắc, phần lớn diện tích còn lại của Phần Lan là đất thấp.
Khí hậu: Mùa hạ ấm. Mùa đông dài và rất lạnh, nhất là ở phía Bắc.
Khí hậu của Phần Lan có sự khác biệt rõ rệt vào mùa đông và mùa hè, nhiệt độ trung bình hằng năm tại thủ đô Helsinki khoảng 5,3°C. Nhiệt độ cao nhất vào ban ngày ở miền Nam của Phần Lan đôi khi cũng lên tới 25 °C. Vào mùa đông, nhất là vào những tháng 1, tháng 2, nhiệt độ thông thường là -20 °C. Phía cực bắc của Phần Lan, dưới vòng Bắc Cực, vào mùa hè có đợt Mặt trời không lặn trong khoảng 73 ngày, đó là những ngày "hè đêm trắng", còn vào mùa đông Mặt Trời không mọc trong 51 ngày liền.

## Lịch sử

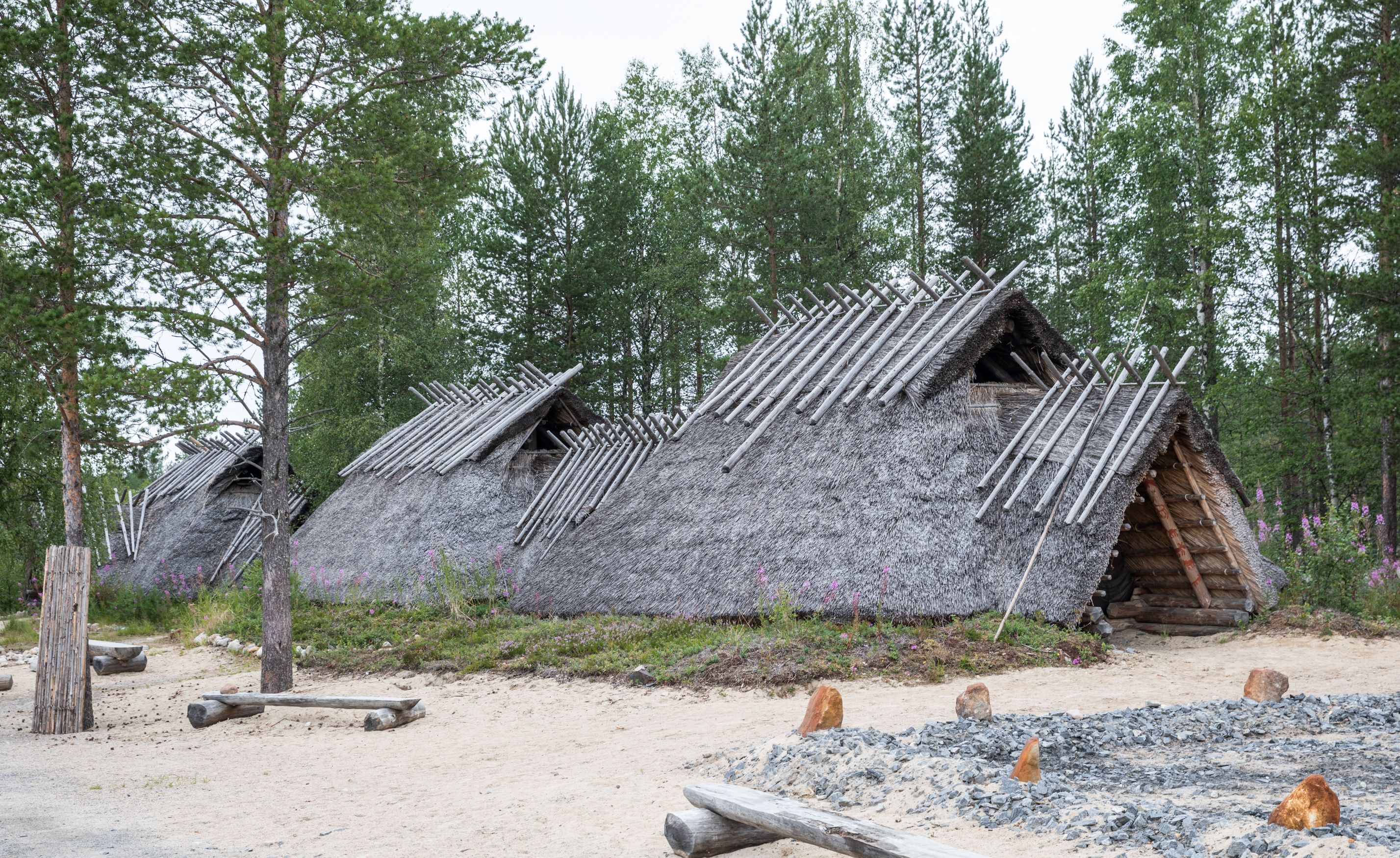
Mô phỏng thời kỳ đồ đá tại Kierikki

Khoảng thế kỷ I, người Phần Lan ở Estonia đến định cư ở các vùng phía Nam và đến khoảng năm 800 thì mở rộng đến vùng Karelia, nơi đã xuất hiện những cư dân khác gốc Phần Lan-Ugria, từ phía Đông đến lập nghiệp. Họ buôn bán lông thú rất phát đạt đến khi bị dân Viking cạnh tranh dần khắp vùng phía Nam. Khoảng năm 1150, vua Erik IX của Thụy Điển đã tiến hành một cuộc Thập tự chinh nhằm vào những người Phần Lan vô thần.

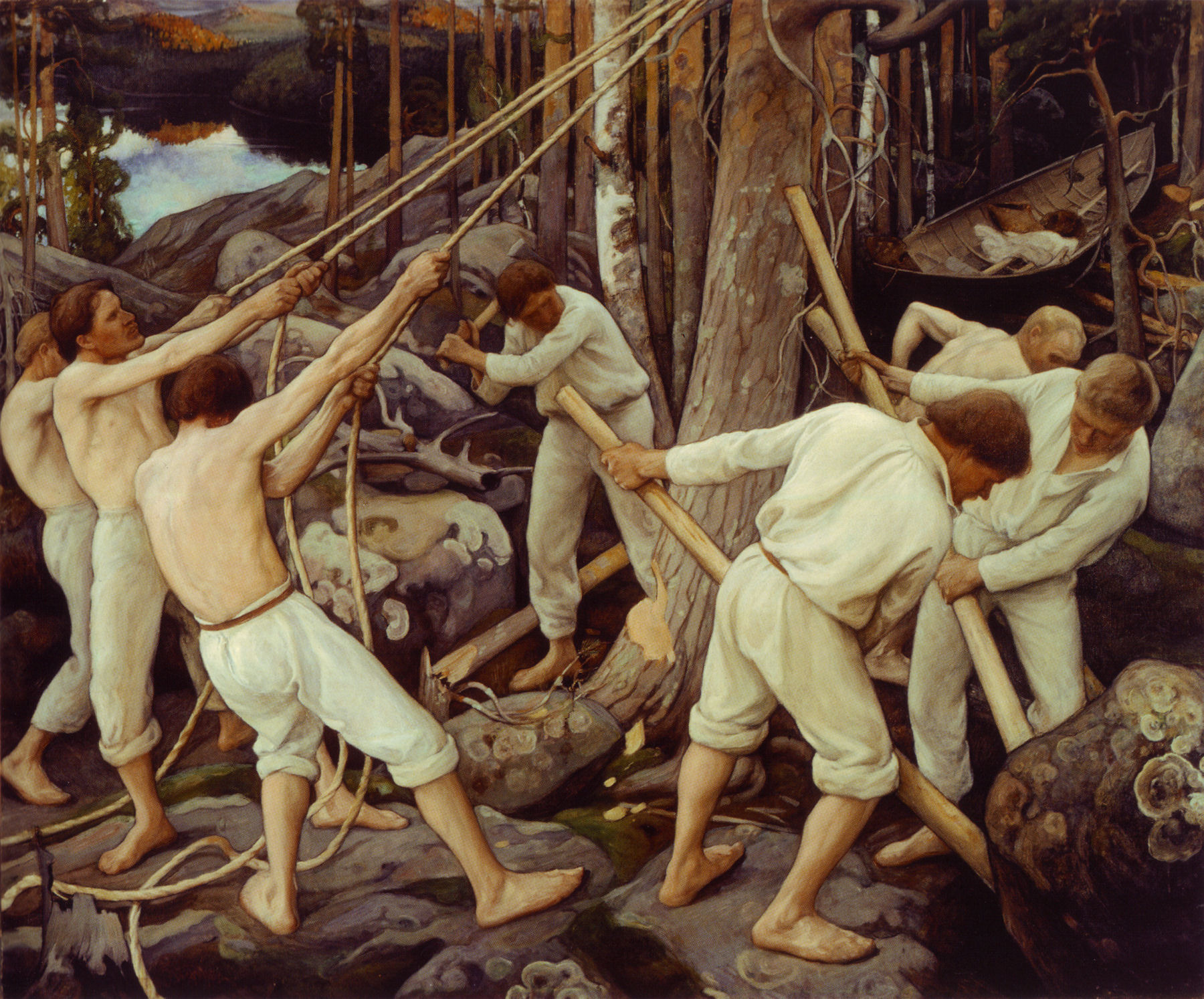
Những người tiên phong Karelia, tranh của Pekka Halonen (1900)

Cuộc chinh phục Phần Lan của Thụy Điển bắt đầu từ thế kỷ XII và kết thúc vào năm 1634. Trong cuộc cải cách tôn giáo ở thế kỷ XVIII, phần lớn người Phần Lan theo giáo phái của Martin Luther. Nga xâm lược phần lớn lãnh thổ của Phần Lan vào năm 1809. Trong suốt thế kỷ XIX, Phần Lan là một đại công quốc do Sa hoàng cai quản. Tình hình trở nên căng thẳng khi Đế quốc Nga muốn củng cố quyền lực chính trị và tăng cường ảnh hưởng văn hoá. Năm 1906, Phần Lan được phép triệu tập viện Duma (quốc hội) riêng, nhưng đến năm 1910 lại bị bãi bỏ. Sau cuộc Cách mạng tháng Mười Nga năm 1917, nội chiến nổ ra tại Phần Lan. Năm 1919, Lenin và nhà nước Xô Viết của Nga đã buộc phải trao quyền tự do cho Phần Lan. Thể chế cộng hòa độc lập được thiết lập và tồn tại cho tới ngày nay. Sau Chiến tranh thế giới thứ hai, Phần Lan giữ vai trò của một nước độc lập và trung lập. Phần Lan có được phần nào ảnh hưởng do thực hiện nghiêm chỉnh vai trò trung lập của mình, ví dụ vai trò chủ nhà của các phiên họp đầu tiên của Tổ chức An ninh và Hợp tác châu Âu. Sau khi Liên Xô sụp đổ (1991), Phần Lan đã nối lại quan hệ gần gũi vốn có với Nga và xin gia nhập Cộng đồng châu Âu.

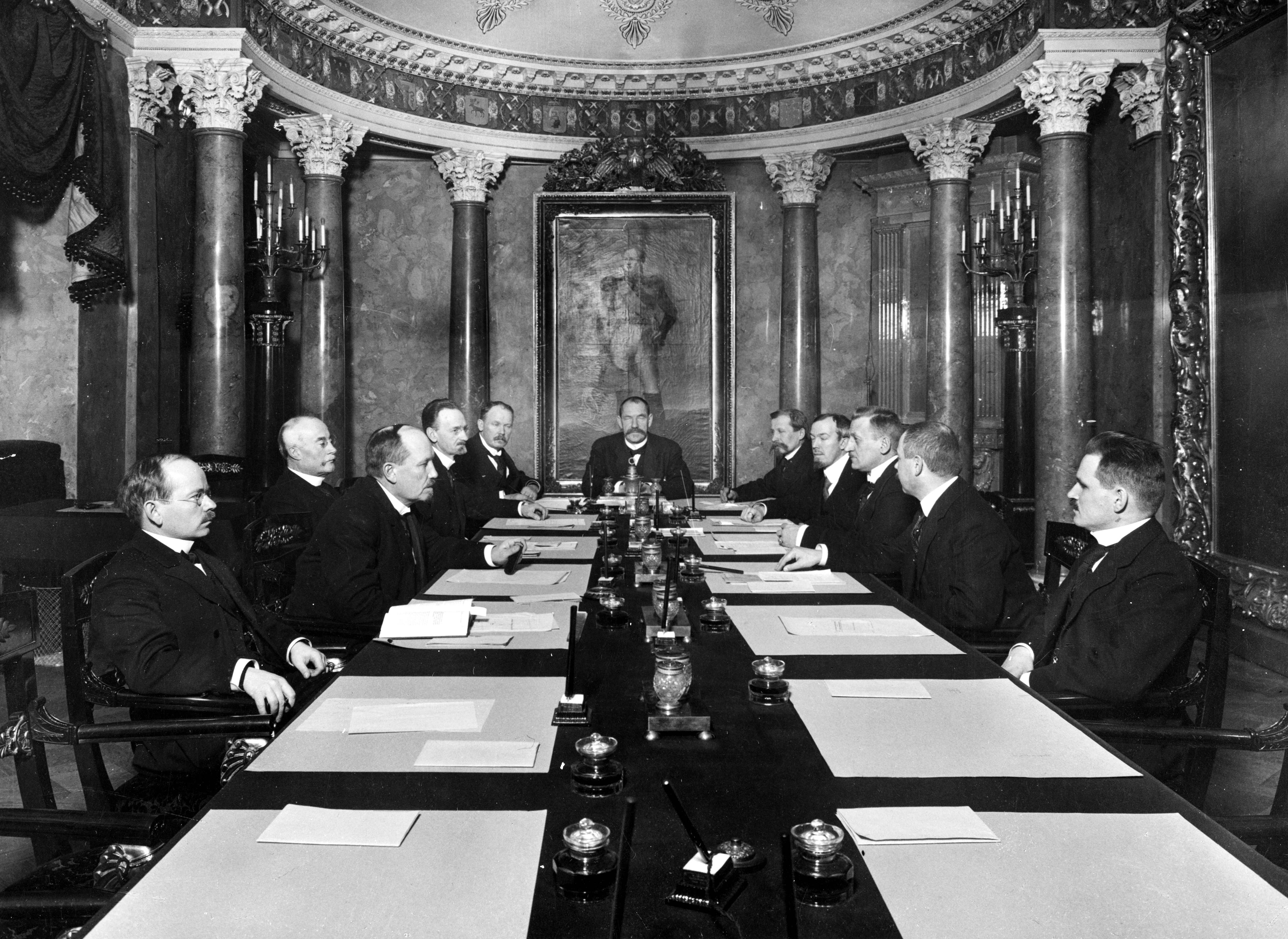
Thượng viện Phần Lan năm 1917

Từ thế kỷ XII đến thế kỷ XIX, Phần Lan là phần lãnh thổ lớn thuộc Thụy Điển và sau đó là lãnh thổ tự trị của Nga sau năm 1809. Phần Lan hoàn toàn độc lập vào năm 1917. Trong Chiến tranh thế giới thứ hai, Phần Lan đã bảo vệ được nền độc lập của mình và chống lại sự xâm lược của Liên Xô (Chiến tranh Liên Xô-Phần Lan) mặc dù bị mất một phần lãnh thổ. Nửa thế kỷ sau đó, người Phần Lan đã có một sự biến đổi lớn từ một nền kinh tế nông-lâm nghiệp lạc hậu sang một nền kinh tế công nghiệp hiện đại đa dạng hoá, thu nhập đầu người tương đương với các nước Tây Âu. Là thành viên của Liên minh châu Âu, Phần Lan là quốc gia Bắc Âu duy nhất tham gia đồng tiền chung euro bắt đầu từ tháng 1 năm 1999.

### Niên biểu
- 1155: Giáo sĩ đầu tiên là người Thụy Điển đến Phần Lan. Phần Lan trở thành một phần lãnh địa của Thụy Điển.
- 1809: Thụy Điển nhượng Phần Lan cho Nga hoàng, Nga hoàng tuyên thệ Phần Lan là lãnh thổ tự trị thuộc Nga.
- 1917: 2 tháng sau cuộc Cách mạng Phần Lan tuyên bố độc lập chủ quyền, cũng như không còn là vùng tự trị của Nga hoàng vào ngày 6 tháng 12.
- 1919: Phần Lan thiết lập hiến pháp, trở thành một quốc gia cộng hòa với sự đứng đầu là tổng thống.
- 1939-1940: Liên Xô tấn công Phần Lan, nổ ra cuộc Chiến tranh Liên Xô-Phần Lan (1940).
- 1941-1944: Cuộc chiến tranh giữa Phần Lan và Liên Xô tiếp tục trong cuộc chiến tranh Tiếp diễn.30% lãnh thổ của Phần Lan phải nhựơng lại cho Liên Xô và 11% sản lượng công nghiệp của nước này bị mất vào tay Liên Xô.
- 1955: Phần Lan gia nhập Liên hiệp quốc và trở thành thành viên của Bắc Âu năm 1956.
- 1995: Phần Lan trở thành thành viên của EU.

## Chính trị
Phần Lan có hiến pháp và hình thức chính quyền riêng khi còn là một đại công quốc tự trị thuộc Nga. Hiến pháp Phần Lan được phê chuẩn ngày 17 tháng 7 năm 1919 và vẫn còn hiệu lực cho đến ngày nay. Về cơ bản, hiến pháp đảm bào các quyền công dân, mọi người bình đẳng trước pháp luật. Quyền lực tối cao nằm trong tay người dân, mà quốc hội là đại diện.

### Quốc hội
Quốc hội Phần Lan đơn viện, gồm 200 nghị sĩ  được bầu theo hình thức phổ thông đầu phiếu với nhiệm kỳ 4 năm. Quốc hội bầu thủ tướng, sau đó được tổng thống bổ nhiệm vào nội các. Bộ trưởng cũng được tổng thống bổ nhiệm theo đề nghị của thủ tướng. Trong vài thập kỷ qua quyền lực của Tổng thống đã bị thu hẹp. Trong bản sửa đổi hiến pháp, có hiệu lực vào năm 1991 hoặc 1992 cùng với một hiến pháp mới được soạn thảo năm 2000, được sửa đổi vào năm 2012, Tổng thống dần dần trở thành một nhân vật mang tính nghi thức. Nhiều tổng thống đã từng là thủ tướng trước khi tiếp nhận chức tổng thống.
Sau cuộc bầu cử quốc hội ngày 19 tháng 4 năm 2015, các ghế trong quốc hội được phân chia như sau:
| Đảng                                            | Số ghế |
| ----------------------------------------------- | ------ |
| Đảng Trung tâm                                  | 49     |
| Đảng Người Phần Lan thực thụ (Perussuomalaiset) | 38     |
| Đảng Liên minh dân tộc                          | 37     |
| Đảng Dân chủ xã hội                             | 34     |
| Đảng Liên hiệp xanh                             | 15     |
| Liên minh cánh tả                               | 12     |
| Đảng Người Thụy Điển                            | 9      |
| Liên đoàn Thiên chúa giáo                       | 5      |
| Khác (đại diện tỉnh Åland)                      | 1      |

### Tổng thống
Tổng thống Phần Lan là nguyên thủ quốc gia Phần Lan, được bầu với nhiệm kỳ sáu năm. Kể từ năm 1991, tổng thống không được giữ chức vụ quá hai nhiệm kỳ liên tiếp. Tổng thống phải là người Phần Lan. Các đảng có ít nhất một ghế trong Quốc hội được quyền đề cử ứng viên tổng thống. Bất cứ ai thu thập được hơn 20.000 chữ ký cũng có thể tự ứng cử.
Thủ tướng Phần Lan đương nhiệm là Petteri Orpo, nhậm chức kể từ ngày 20 tháng 6 năm 2023.
| Các đời tổng thống Phần Lan  | Các đời tổng thống Phần Lan | Các đời tổng thống Phần Lan |
| Tên                          | Năm sinh, năm mất           | Thời gian tại chức          |
| ---------------------------- | --------------------------- | --------------------------- |
| Kaarlo Juho Ståhlberg        | 1865–1952                   | 1919–1925                   |
| Lauri Kristian Relander      | 1883–1942                   | 1925–1931                   |
| Pehr Evind Svinhufvud        | 1861–1944                   | 1931–1937                   |
| Kyösti Kallio                | 1873–1940                   | 1937–1940                   |
| Risto Heikki Ryti            | 1889–1956                   | 1940–1944                   |
| Carl Gustaf Emil Mannerheim  | 1867–1951                   | 1944–1946                   |
| Juho Kusti Paasikivi         | 1870–1956                   | 1946–1956                   |
| Urho Kaleva Kekkonen         | 1900–1986                   | 1956–1981                   |
| Mauno Henrik Koivisto        | 1923–2017                   | 1982–1994                   |
| Martti Oiva Kalevi Ahtisaari | 1937–                       | 1994–2000                   |
| Tarja Kaarina Halonen        | 1943–                       | 2000–2012                   |
| Sauli Väinämö Niinistö       | 1948-                       | 2012–                       |

### Ngoại giao
Rút ra được những bài học kinh nghiệm từ quá khứ của lịch sử, trong nhiều thập kỷ qua, Phần Lan luôn theo đuổi đường lối đối ngoại trung lập tích cực; giữ cân bằng trong quan hệ với các nước lớn, các khối; không tham gia các khối quân sự; ủng hộ và thúc đẩy cho các hoạt động vì hoà bình, giải trừ quân bị, làm giảm căng thẳng tình hình quốc tế; ủng hộ đối thoại giữa các nước và khu vực.
Năm 2008, Phần Lan là Chủ tịch Tổ chức An ninh và Hợp tác châu Âu (OSCE). Phần Lan là thành viên tích cực của EU, ưu tiên quan hệ với các nước láng giềng như các nước Bắc Âu, Nga và các nước ở vùng biển Baltic. Mới đây, Phần Lan đã thông qua Hiệp ước Lisbon. Hiện nay, Phần Lan đang tham gia vào chương trình Đối tác vì Hoà bình (Partnership for Peace) với NATO và Phần Lan gia nhập NATO vào ngày 4 tháng 4 năm 2023 . Chính phủ Phần Lan cũng chú trọng phát triển quan hệ với châu Á, nhất là với các nền kinh tế đang nổi lên để tạo điều kiện cho các doanh nghiệp Phần Lan thâm nhập thị trường, phát triển hoạt động đầu tư kinh doanh. 
Phần Lan trở thành thành viên của Tổ chức Thương mại Thế giới (WTO) năm 1950; Liên Hợp Quốc và Hội đồng Bắc Âu năm 1955; Tổ chức Hợp tác và Phát triển Kinh tế (OECD) năm 1969; liên kết với Hiệp hội Mậu dịch tự do châu Âu (EFTA) năm 1961 và trở thành thành viên đầy đủ năm 1986; ký Hiệp định Tự do thương mại với Cộng đồng Kinh tế châu Âu (EEC) năm 1973. Phần Lan gia nhập Liên hiệp châu Âu (EU) từ ngày 1 tháng 1 năm 1995 và EMU từ 1 tháng 1 năm 1999. Ngoài ra, Phần Lan cũng là thành viên của Tổ chức Quỹ tiền tệ Quốc tế (IMF) và nhiều ngân hàng phát triển trên thế giới như ADB...
Sau chiến dịch quân sự đặc Biệt của Nga năm 2022 Phần Lan đã tuyên bố chấm thời kỳ trung lập và xin gia nhập NATO.

### Hành chính
Phần Lan bao gồm 19 khu vực được gọi là maakunta bằng tiếng Phần Lan và landskap bằng tiếng Thụy Điển. Các khu vực được quản lý bởi các hội đồng khu vực đóng vai trò là diễn đàn hợp tác cho các đô thị của một khu vực. Nhiệm vụ chính của khu vực là quy hoạch vùng và phát triển doanh nghiệp và giáo dục. Ngoài ra, các dịch vụ y tế công cộng thường được tổ chức trên cơ sở các vùng. Hiện tại, khu vực duy nhất nơi một cuộc bầu cử phổ biến được tổ chức cho hội đồng là Kainuu. Hội đồng khu vực khác được bầu bởi các hội đồng thành phố, mỗi đô thị gửi đại diện theo tỷ lệ dân số của nó.
Phần Lan được chia thành 6 tỉnh Åland • Đông Phần Lan • Lapland • Nam Phần Lan • Oulu • Tây Phần Lan, ngoài ra, Åland được chỉ định là tỉnh thứ bảy.
|                    | Tiếng Phần Lan    | Tiếng Thụy Điển       | Thủ phủ          | Khu vực hành chính    |
| ------------------ | ----------------- | --------------------- | ---------------- | --------------------- |
| Lapland            | Lappi             | Lappland              | Rovaniemi        | Lapland               |
| Bắc Ostrobothnia   | Pohjois-Pohjanmaa | Norra Österbotten     | Oulu             | Bắc Phần Lan          |
| Kainuu             | Kainuu            | Kajanaland            | Kajaani          | Bắc Phần Lan          |
| Bắc Karelia        | Pohjois-Karjala   | Norra Karelen         | Joensuu          | Đông Phần Lan         |
| Bắc Savonia        | Pohjois-Savo      | Norra Savolax         | Kuopio           | Đông Phần Lan         |
| Nam Savonia        | Etelä-Savo        | Södra Savolax         | Mikkeli          | Đông Finland          |
| Nam Ostrobothnia   | Etelä-Pohjanmaa   | Södra Österbotten     | Seinäjoki        | Tây và Trung Phần Lan |
| Trung Ostrobothnia | Keski-Pohjanmaa   | Mellersta Österbotten | Kokkola          | Tây và Trung Phần Lan |
| Ostrobothnia       | Pohjanmaa         | Österbotten           | Vaasa            | Tây và Trung Phần Lan |
| Pirkanmaa          | Pirkanmaa         | Birkaland             | Tampere          | Tây và Trung Phần Lan |
| Trung Phần Lan     | Keski-Suomi       | Mellersta Finland     | Jyväskylä        | Tây và Trung Phần Lan |
| Satakunta          | Satakunta         | Satakunta             | Pori             | Tây Nam Phần Lan      |
| Tây Nam Phần Lan   | Varsinais-Suomi   | Egentliga Finland     | Turku            | Tây Nam Phần Lan      |
| Nam Karelia        | Etelä-Karjala     | Södra Karelen         | Lappeenranta     | Nam Phần Lan          |
| Päijänne Tavastia  | Päijät-Häme       | Päijänne-Tavastland   | Lahti            | Nam Phần Lan          |
| Tavastia Proper    | Kanta-Häme        | Egentliga Tavastland  | Hämeenlinna      | Nam Phần Lan          |
| Uusimaa            | Uusimaa           | Nyland                | Helsinki         | Nam Phần Lan          |
| Kymenlaakso        | Kymenlaakso       | Kymmenedalen          | Kotka và Kouvola | Nam Phần Lan          |
| Đảo Åland          | Ahvenanmaa        | Åland                 | Mariehamn        | Åland                 |

### Luật pháp

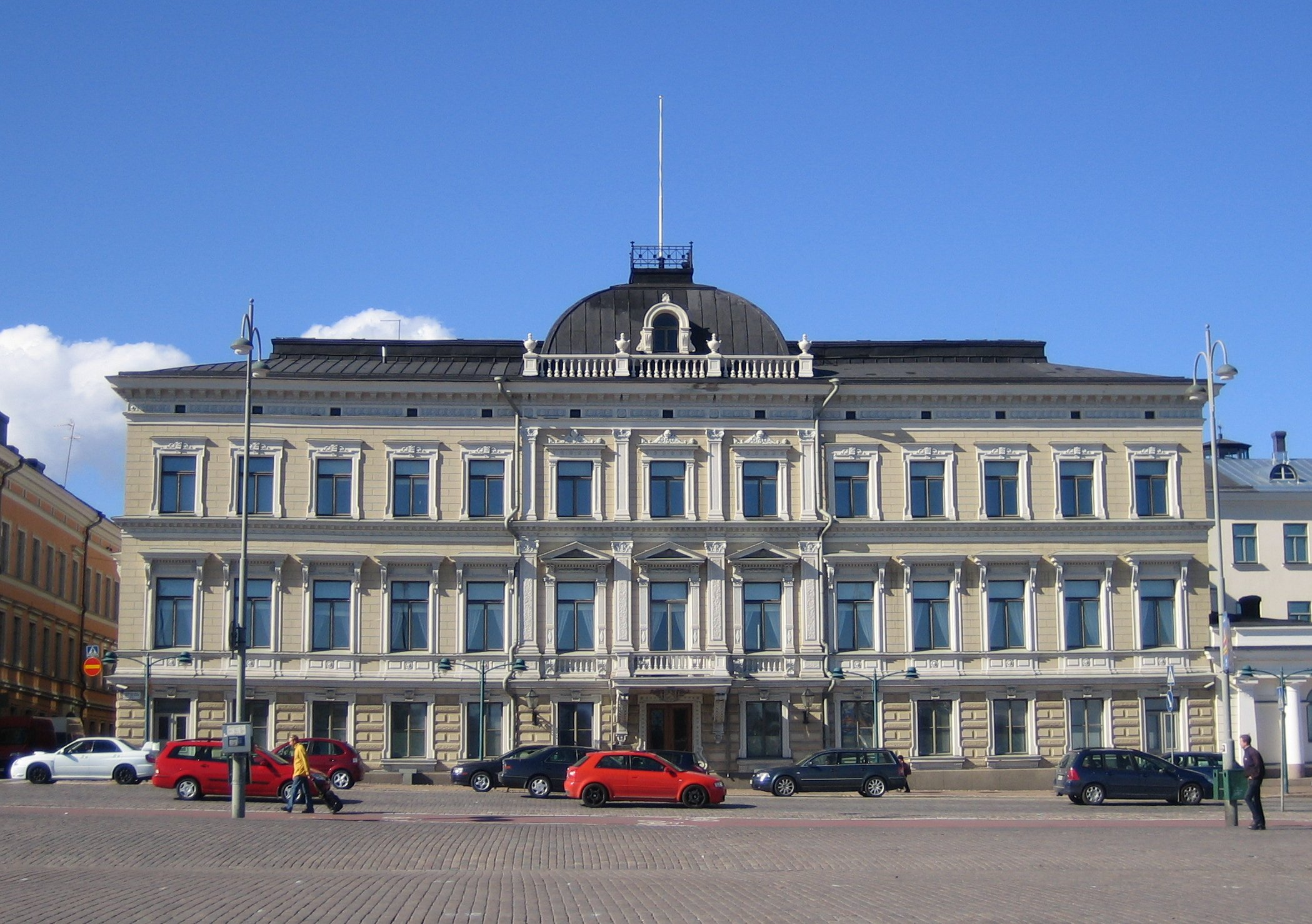
Tòa nhà của Tòa án tối cao

Hệ thống tư pháp của Phần Lan là một hệ thống luật dân sự được phân chia giữa những tòa án với thẩm quyền dân sự và hình sự thường xuyên với những tòa án hành chính có thẩm quyền đối với các vụ kiện giữa các cá nhân và chính quyền công. Luật Phần Lan được luật hóa và dựa trên luật pháp Thụy Điển và rộng hơn là bộ luật La Mã. Hệ thống tòa án dân sự và quyền tài phán hình sự bao gồm các tòa án địa phương (käräjäoikeus, tingsrätt), tòa phúc thẩm khu vực (hovioikeus, hovrätt), và Tòa án tối cao (korkein oikeus, högsta domstolen). Chi nhánh hành chính của tòa án bao gồm các tòa án hành chính (hallinto-oikeus, förvaltningsdomstol) và Tòa án Hành chính Tối cao (korkein hallinto-oikeus, högsta förvaltningsdomstolen). Ngoài các tòa án thông thường, có một vài tòa án đặc biệt ở chi nhánh nhất định của chính quyền. Ngoài ra còn có một Tòa án Tối cao chuyên luận tội đối với các cáo buộc hình sự chống lại các cán bộ cấp cao trong chính quyền.
Khoảng 92% người dân Phần Lan tuyên bố họ tin tưởng vào lực lượng an ninh của đất nước này . Tỷ lệ tội phạm của Phần Lan nhìn chung là không cao trong số các nước EU. Một số loại tội phạm có tỉ lệ ở trên mức trung bình, đáng chú ý tỷ lệ giết người ở Phần Lan là cao nhất trong số các nước Tây Âu .
Phần Lan đã chiến đấu mạnh mẽ để chống lại tình trạng tham nhũng trong bộ máy chính phủ từ những năm 70 và 80. Ngày nay, Tổ chức Minh bạch Quốc tế xếp hạng Phần Lan là một trong những quốc gia ít tham nhũng nhất ở châu Âu.

### An sinh xã hội
Phần Lan có một trong những hệ thống an sinh xã hội rộng rãi nhất thế giới, một hệ thống đảm bảo tốt điều kiện sống cho tất cả người dân. Kể từ những năm 1980, an sinh xã hội đã được cắt giảm, nhưng hệ thống an sinh xã hội của Phần Lan vẫn là một trong những hệ thống an sinh xã hội phát triển toàn diện nhất và tiến bộ nhất trên thế giới. Hệ thống an sinh xã hội (giáo dục, y tế, phúc lợi) của Phần Lan được hình thành trong 3 thập niên đầu tiên sau khi Chiến tranh thế giới thứ hai kết thúc, ngày càng được bổ sung, hoàn chỉnh.
Kế hoạch hưu trí của Phần Lan được hình thành từ năm 1937, đến năm 1957, chính phủ Phần Lan thiết lập một kế hoạch lương hưu cải thiện tạo cơ sở để hình thành Luật Hưu trí quốc gia. Vào đầu thập niên 60, kế hoạch lương hưu được bổ sung thêm quỹ lương hưu tư nhân. Trợ cấp thất nghiệp được hình thành vào năm 1959 và 1960, đổi mới vào năm 1972. Trong những thập niên 50 và 60, việc xây dựng mạng lưới bệnh viện, giáo dục nhân sự về y tế được thực hiện nhiều hơn. Hệ thống trợ cấp nhà ở được mở rộng trong thập niên 60, hướng tới toàn bộ dân cư. Từ năm 1963 tới đầu thập niên 70, hệ thống bảo hiểm sức khỏe được thiết lập. Các quan chức y tế bắt đầu nhấn mạnh đến các bệnh viện địa phương nhỏ hơn.
Vào thập niên 80, chi phí xã hội ở Phần Lan chiếm khoảng 24% GDP. Chưa tới 10% chi phí này do những người lao động trả, phần còn lại do nhà nước và chủ lao động trả. Cuối thập niên 80, Bộ Quan hệ xã hội và Sức khỏe định hướng hệ thống phúc lợi thông qua năm vụ: Bảo hiểm xã hội, Phúc lợi xã hội, Y tế, Chính sách chất cồn và điều độ, và Lao động. Trong chính sách xã hội, có 3 ban chủ yếu chịu trách nhiệm về phúc lợi xã hội, y tế và bảo hộ lao động. Các quan chức cấp tỉnh giám sát các chính quyền địa phương – các chính quyền tự trị – cung cấp chăm sóc xã hội. Đầu thập niên 80, nhà nước chi trả 30% cho lương hưu và các dịch vụ xã hội, chủ lao động trả 40%, chính quyền địa phương 15% và người nhận dịch vụ trả phần còn lại. Mọi người dân ở Phần Lan không phải trả tiền cho giáo dục ở bất kỳ mức học nào, kể cả khi theo học trường y hay trường luật. Người về hưu ở Phần Lan được chăm sóc tốt, còn người thất nghiệp được hưởng mức trợ cấp thất nghiệp rất cao.
Hệ thống an sinh xã hội của Phần Lan cung cấp cho người dân:
- Các chương trình an sinh xã hội: Phần Lan chia phần lớn các chương trình an sinh xã hội thành các chương trình bảo đảm an sinh thu nhập và các chương trình cung cấp dịch vụ sức khỏe và xã hội. Nguồn thu của các chương trình an sinh xã hội gồm có hai lĩnh vực là: bảo hiểm xã hội, bảo đảm thu nhập cho người già, ốm đau, phụ nữ có thai, người thất nghiệp, hoặc bị thương tật liên quan đến lao động; và an sinh thu nhập được phân thành các loại như phúc lợi, bao gồm chuyển thu nhập để trợ cấp cho các gia đình thông qua các biện pháp như trả cho trẻ em, trợ cấp người mẹ, trả cho nạn nhân chiến tranh và gia đình họ, trợ cấp tài chính cho những người tàn tật hoặc có nhu cầu bức thiết. Các chương trình của bảo hiểm xã hội, chiếm tới 80% quỹ phúc lợi xã hội [22].
- Lương hưu: Vào cuối thập niên 80, Luật Hưu trí quốc gia được cải cách nhằm mở ra cơ hội cho tất cả mọi người ở độ tuổi trên 16 tuổi. Thậm chí người nước ngoài ở Phần Lan, dù không phải là người có nguồn gốc Bắc Âu, cũng được hưởng lợi từ luật này nếu đã định cư ở Phần Lan trong thời gian ít nhất là 5 năm. Độ tuổi được hưởng lương hưu là 65 tuổi, và dao động trong độ tuổi từ 50 đến ngoài 60 nếu như người đó nằm trong trường hợp bị thất nghiệp lâu ngày [22].
- Bảo hiểm ốm đau: Luật Bảo hiểm ốm đau ra đời vào năm 1963 nhằm cung cấp bảo hiểm y tế cho người dân Phần Lan. Luật quy định tất cả công dân đều được bảo hiểm khi đau ốm. Các hệ thống chăm sóc sức khỏe ở bệnh viện và trung tâm y tế đều miễn phí. Phụ nữ khi sinh đẻ được thanh toán trung bình khoảng 80% thu nhập trong thời gian 1 năm. Người sống độc thân có một con được thanh toán 92% thu nhập khi ốm đau, trong khi người độc thân không có con được thanh toán 77% thu nhập. Đối với những gia đình có cả vợ chồng và con, mức thanh toán bảo hiểm khi ốm đau là khoảng 90% thu nhập thực tế. Quỹ bảo hiểm ốm đau chủ yếu do nhà nước chi trả; người nhận trả thông qua 2% thuế thu nhập, chủ sử dụng lao động trả 1% lương của người lao động [22].
- Bảo hiểm thất nghiệp: Năm 1984, Phần Lan cải cách Luật An sinh thất nghiệp, trong đó tất cả công dân Phần Lan từ 17 đến 64 tuổi đều được hưởng bảo hiểm khi thất nghiệp. Mức trợ cấp thất nghiệp cho những người đang tìm việc làm là 70 Fmk/ngày và người thất nghiệp được hưởng trợ cấp này ít nhất là 500 ngày trong giai đoạn 4 năm. Những người gần 60 tuổi không có khả năng tìm việc có thể được trợ cấp thất nghiệp tương đương với một mức lương tàn tật cho tới khi họ đến tuổi được nhận lương hưu. Giới chủ và nhà nước đóng góp 95% cho quỹ bảo hiểm thất nghiệp trong khi người lao động chỉ phải đóng 5% [22].
- Trợ cấp gia đình: Được thực hiện dưới nhiều hình thức. Các bậc cha mẹ được nhận thông tin, hỗ trợ, tư vấn cha mẹ và sức khỏe, tiêm chủng trước và sau khi sinh con từ các bệnh viện chăm sóc sức khỏe của nhà nước. Các bệnh viện này cũng giám sát về thể lực, thần kinh và điều kiện xã hội của trẻ em và thu thập số liệu phục vụ cho các mục tiêu sức khỏe cộng đồng. Việc trợ cấp cho các gia đình có trẻ em được bảo đảm dưới hình thức trợ cấp cho trẻ em, chăm sóc trẻ em, trợ cấp nuôi dưỡng và trợ cấp cho người mẹ. Hình thức trợ cấp trẻ em có từ thập niên 30 và là một phần sớm nhất của hệ thống phúc lợi. Luật Trợ cấp trẻ em có từ năm 1948, trợ cấp cho gia đình có trẻ em dưới 16 tuổi là công dân cư trú ở Phần Lan, không phụ thuộc vào thu nhập hoặc quốc tịch của cha mẹ. Trợ cấp trẻ em được trả cho cha mẹ phải ở nhà chăm sóc con nhỏ hoặc phải thuê người làm việc đó [22]. Phần Lan đưa ra rất nhiều chính sách để giúp đỡ cho những cặp vợ chồng muốn có con. Thời gian nghỉ phép có lương của các bậc cha mẹ ở Phần Lan kéo dài đến 18 tuần cho người mẹ và 9 tuần cho người bố. Bên cạnh đó họ còn có khoảng 26 tuần nghỉ chung trong khi vẫn hưởng đến 70-90% tiền lương. Theo đó trợ cấp dành cho một đứa trẻ mới sinh trong mỗi gia đình là 100 euro/tháng, từ đứa thứ 3 là 141 euro/tháng và từ đứa thứ năm sẽ là 182 euro/tháng. Khoản tiền này có thể được cung cấp cho đến khi đứa trẻ 17 tuổi. Ngoài ra, mỗi khi một đứa trẻ được chào đời, chính phủ sẽ tặng cho mỗi bà mẹ một chiếc hộp dụng cụ với đầy đủ các đồ dùng cần thiết cho việc chăm sóc một đứa trẻ: đồ trẻ em, túi ngủ, đồ dùng ngoài trời, sản phẩm tắm cho em bé, tã lót và đệm. Hộp quà này hoàn toàn miễn phí và được áp dụng với tất cả mọi người không kể giàu nghèo.
- Dịch vụ chăm sóc trẻ em: Luật có hiệu lực lâu dài là Luật Chăm sóc trẻ hàng ngày năm 1973, quy định tất cả các chính quyền địa phương cung cấp dịch vụ chăm sóc trẻ hàng ngày tốt nhất cho tất cả các gia đình có nhu cầu. Các trung tâm chăm sóc hàng ngày hoặc tư nhân chăm sóc trẻ em đến 7 tuổi được điều hành bởi chính quyền địa phương hoặc do sự ủy nhiệm của những người trông trẻ, tại gia đình của trẻ hoặc ở nơi khác. Luật Phúc lợi trẻ em năm 1983 quy định các chính quyền địa phương chăm sóc trẻ em, và cho quyền thực hiện các biện pháp đa dạng nếu một em bé bị bỏ rơi hoặc lạm dụng. Giữa thập niên 80, khoảng 2% trẻ em Phần Lan được luật này bao bọc. Một đạo luật khác năm 1983 quy định, nhục hình với trẻ em là bất hợp pháp.
- Dịch vụ cho người tàn tật: Phúc lợi được quy định trong Đạo luật đối với người tàn tật năm 1946 quy định trách nhiệm điều trị cho những người tàn tật. Các cơ sở cung cấp nhà ở, đào tạo nghề, môi trường làm việc và phục hồi sức khỏe cho những người tàn tật hoạt động dưới sự giám sát của Ban Phúc lợi xã hội quốc gia, còn Ban Trường học quốc gia giám sát các trường dành cho trẻ em tàn tật. Các thiết bị đặc biệt, như chân tay giả... được cung cấp miễn phí [22].
- Hệ thống y tế: vào nửa sau thập niên 80, người dân Phần Lan được hưởng tiêu chuẩn chăm sóc sức khỏe như ở các nước phát triển cao. Luật Chăm sóc sức khỏe 1972 đã tạo điều kiện cho sự ra đời của khoảng 2.000 trung tâm y tế địa phương, mỗi trung tâm phục vụ tối thiểu 10.000 người. Mục tiêu cơ bản của Luật 1972 là tạo điều kiện cho tất cả người dân Phần Lan tiếp cận bình đẳng với dịch vụ chăm sóc sức khỏe, không tính đến thu nhập hoặc nơi họ sinh sống. Do phần lớn dịch vụ của các trung tâm y tế không phải trả phí, nên chính quyền trung ương hỗ trợ để tăng nguồn tài chính cho các chính quyền địa phương. Sự hỗ trợ này chiếm khoảng từ 30% đến 65% chi phí khám chữa bệnh. Phần lớn các trung tâm y tế có ít nhất 3 bác sĩ và khoảng 7 nhân viên trên 1 bác sĩ. Do được đào tạo nghiệp vụ cao, các y tá có trình độ tương đương bác sĩ ở nhiều nước khác. Phần lớn các trung tâm đều có các bà đỡ có nghiệp vụ cao kết hợp với chương trình chăm sóc trước khi sinh tăng cường, khiến cho tỷ lệ trẻ sơ sinh tử vong ở Phần Lan rất thấp. Giữa thập kỷ 80, các bệnh viện công có khoảng 50.000 giường, 40 bệnh viện tư nhân có khoảng 3.000 giường. Có thêm 20.000 giường cho bệnh nhân tại các trung tâm y tế, viện dưỡng lão và các cơ sở phúc lợi khác [22].

## Kinh tế

Bản đồ tăng trưởng GDP của Phần Lan từ năm 1998 đến 2009.

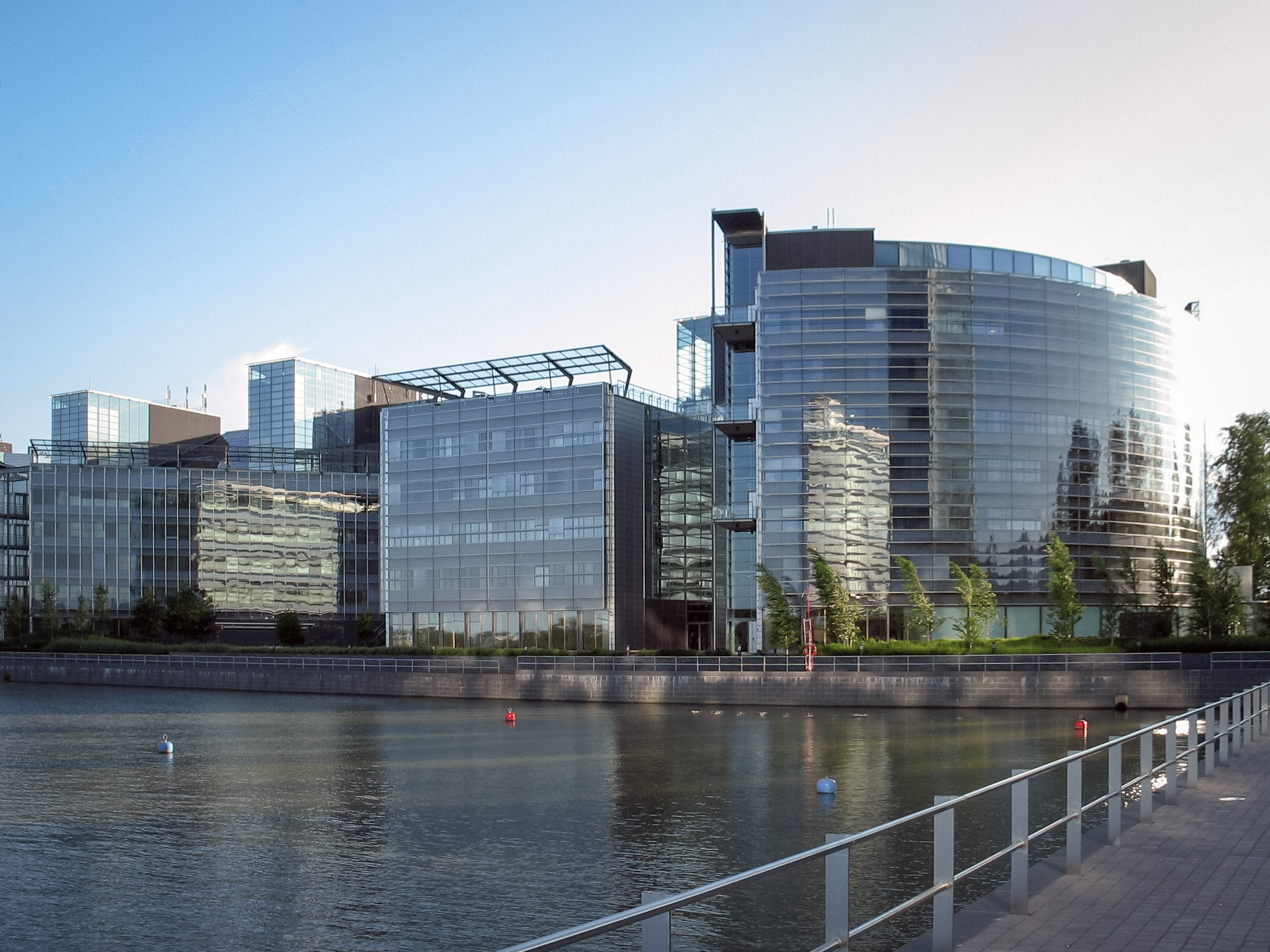
Trụ sở chính của công ty điện thoại di động Nokia.

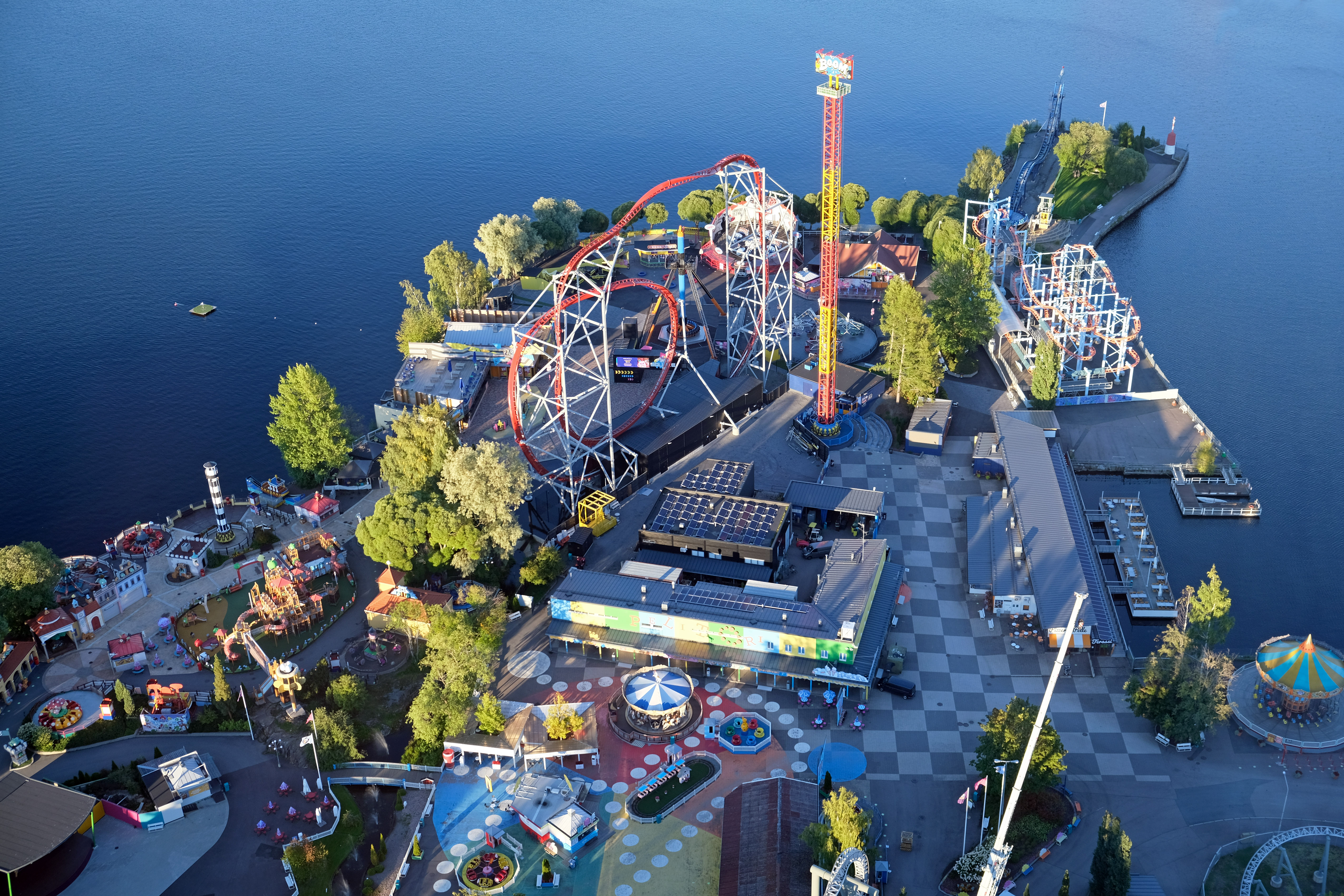
Särkänniemi, một công viên giải trí ở Tampere, Phần Lan.

Từ một nước bị tàn phá sau chiến tranh và phải trả một khoản bồi thường chiến tranh lớn giữa những năm 1940, Phần Lan đã tập trung vào xây dựng đất nước và đã vươn lên trở thành một trong những nền kinh tế có sức cạnh tranh và tiềm năng phát triển hàng đầu thế giới với nhiều ngành công nghiệp mũi nhọn truyền thống, có chuyên môn hoá cao như công nghiệp gỗ giấy; luyện kim; đóng tàu và vận tải; cơ khí; điện tử, viễn thông; công nghiệp hoá chất, dược phẩm. Về nông nghiệp, Phần Lan có 2.504 ngàn héc-ta đất trồng trọt (chiếm 8% diện tích), tự túc 85% lương thực.
Chính phủ Phần Lan luôn chú trọng gắn giáo dục với nghiên cứu và sáng tạo phục vụ phát triển kinh tế, trong đó hiện nay tập trung vào công nghệ thông tin. Theo xếp hạng của Ủy ban Sáng tạo châu Âu (EIS), Phần Lan được xếp là nền kinh tế sáng tạo thứ ba thế giới, vượt xa mức trung bình của châu Âu và Mỹ, được Diễn đàn Kinh tế Thế giới (2004) đánh giá là đất nước có "văn hóa sáng tạo", trong đó Nokia là một điển hình. 
Tình hình kinh tế của Phần Lan hiện nay nhìn chung ổn định. Kinh tế Phần Lan đã chịu ảnh hưởng của khủng hoảng kinh tế toàn cầu (thu nhập từ xuất khẩu, chiếm 40% GDP của Phần Lan, đã giảm mạnh). Tuy nhiên, theo đánh giá mới đây của EU, về trung và dài hạn, Phần Lan có nền kinh tế ổn định và vững chắc. Tỷ lệ thất nghiệp năm 2017 là là 7,5%  (2010 là 8,4%).
Rừng chiếm 2/3 diện tích của Phần Lan và các sản phẩm gỗ chiếm 45% số ngoại tệ thu được ở Phần Lan. Điện thoại di động Nokia (chính gốc là của Phần Lan) hiện đang chiếm một con số đáng kể trong doanh thu của kinh tế Phần Lan. Chế biến kim loại và cơ khí, đặc biệt đóng tàu là các ngành công nghiệp chính của Phần Lan nổi tiếng về chất lượng và thiết kế. Ngoài gỗ, quặng đồng và thủy điện, các nguồn tài nguyên khác đều nghèo. Phần Lan có mức sống cao, mặc dù việc buôn bán với Nga, bạn hàng chủ yếu, bị sụp đổ kéo theo những khó khăn nghiêm trọng về kinh tế trong những năm 1991-1992. Công nghiệp đánh cá có quy mô đáng kể. Nông nghiệp sản xuất ra các sản phẩm sữa cho tiêu dùng và cho xuất khẩu.
Các đối tác thương mại lớn nhất của Phần Lan là với Đức, Nga, Thụy Điển, Vương quốc Anh, Hoa Kỳ, Hà Lan và Trung Quốc. Phần Lan là quốc gia Bắc Âu duy nhất tham gia Eurozone.
Tính đến năm 2016, GDP của Phần Lan đạt 239,186 tỷ USD, đứng thứ 44 thế giới và đứng thứ 17 châu Âu.

### Công nghiệp
Phần Lan tiến hành công nghiệp hóa nhanh chóng sau Thế chiến II, đạt mức GDP bình quân đầu người ngang bằng với Nhật Bản và Anh vào đầu những năm 1970. Ban đầu, phần lớn sự phát triển dựa trên hai nhóm ngành công nghiệp phục vụ xuất khẩu, là "công nghiệp kim loại" (metalliteollisuus) và "công nghiệp rừng" (metsäteollisuus). Các "ngành công nghiệp kim loại" bao gồm đóng tàu, gia công kim loại, ngành công nghiệp xe hơi, các sản phẩm thiết kế như động cơ và điện tử, và sản xuất kim loại (thép, đồng và crom). Những con tàu du lịch lớn nhất thế giới được chế tạo tại các xưởng đóng tàu của Phần Lan. "Ngành công nghiệp rừng" bao gồm lâm nghiệp, gỗ, bột giấy và giấy, và là một sự phát triển hợp lý dựa trên nguồn tài nguyên rừng rộng lớn của Phần Lan (77% diện tích được bao phủ bởi rừng, phần lớn là sử dụng tái tạo). Trong ngành công nghiệp giấy và bột giấy, nhiều công ty lớn nhất có trụ sở tại Phần Lan (Ahlstrom, Metsä Board, và UPM). Tuy nhiên, nền kinh tế Phần Lan đang dần đa dạng hóa, mở rộng sang các lĩnh vực khác như điện tử (như Nokia), đo lường (Vaisala), nhiên liệu vận tải (Neste), hóa chất (Kemira), tư vấn kỹ thuật (Pöyry) và công nghệ thông tin (ví dụ Rovio Entertainment, nổi tiếng với tựa game Angry Birds), và không còn bị chi phối bởi hai ngành công nghiệp kim loại và rừng. Tương tự như vậy, cấu trúc đã thay đổi, với tỉ trọng các ngành dịch vụ ngày càng tăng, và với việc công nghiệp sản xuất ngày càng giảm tầm quan trọng; nông nghiệp thì chỉ chiếm một phần nhỏ.

### Thương mại

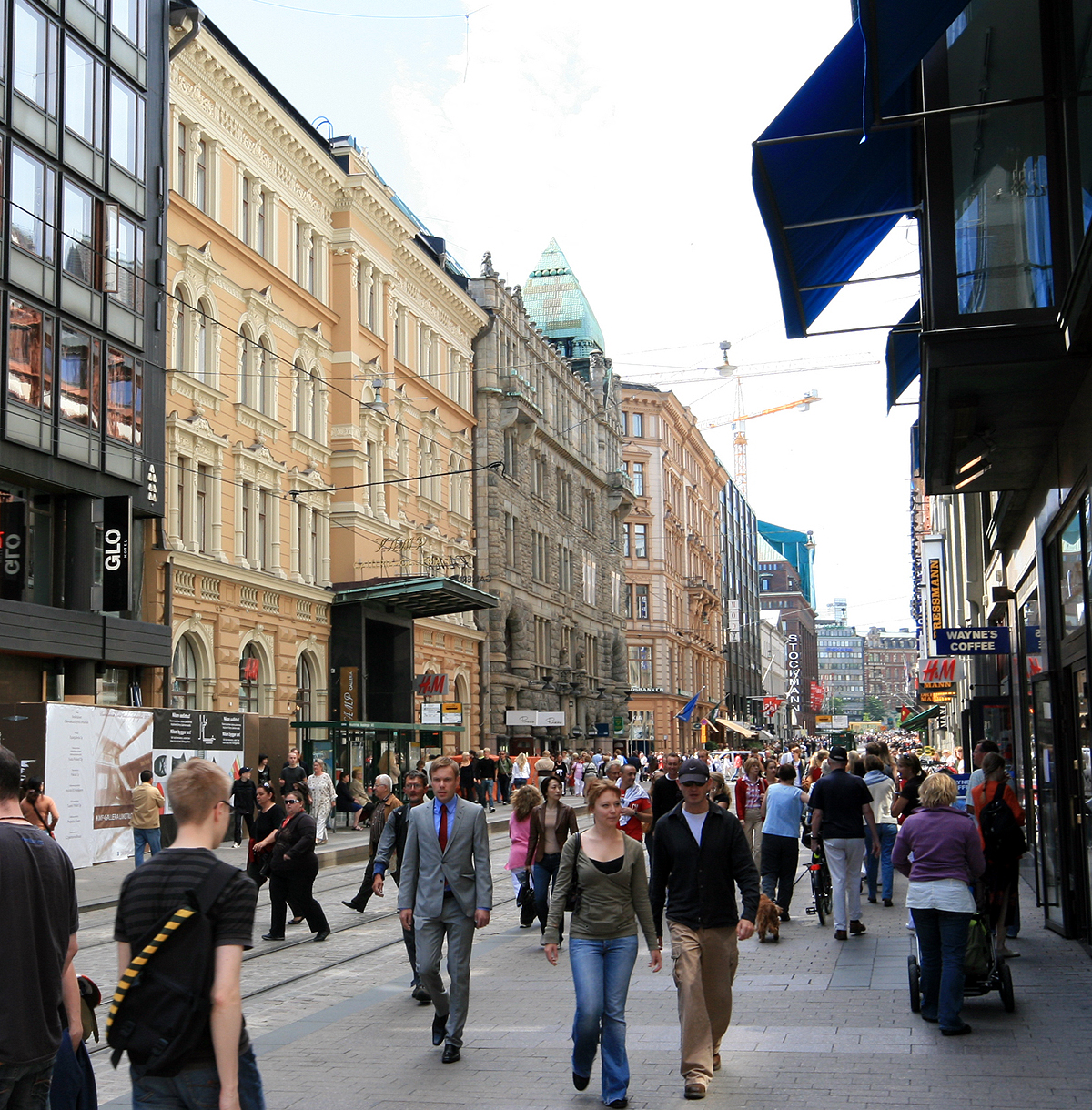
Đường Aleksanterinkatu, một con đường thương mại ở Phần Lan.

Thương mại đóng vai trò quan trọng trong nền kinh tế Phần Lan, trong đó xuất khẩu chiếm tỷ trọng GDP cao. Ba ngành xuất khẩu quan trọng trong nền kinh tế Phần Lan là: Các sản phẩm thép, máy móc và thiết bị vận tải (chiếm 31,1% xuất khẩu); Thiết bị quang học và điện tử (chiếm 28% xuất khẩu); và sản phẩm giấy và gỗ (chiếm 20,3% xuất khẩu). Công nghiệp Phần Lan phụ thuộc nhiều vào việc nhập khẩu nguyên liệu thô, máy móc và phụ kiện cần thiết cho sản xuất các sản phẩm tiêu thụ trong nước cũng như cho xuất khẩu. Các thị trường xuất khẩu chính của Phần Lan là Đức, Thuỵ Điển, Nga và Mỹ. Các đối tác nhập khẩu chính là Đức (15,8%), Nga (14%), Thụy Điển (13,7%) và Hà Lan (6,8%).

### Chính sách ODA
Phần Lan luôn coi trọng chính sách viện trợ và hợp tác phát triển, coi đây là một phần quan trọng trong chính sách đối ngoại của mình. Thông qua viện trợ phát triển, Phần Lan mong muốn hỗ trợ các nước nghèo cải thiện điều kiện kinh tế xã hội, qua đó tăng cường khả năng thu hút đầu tư và thương mại của các nước này ("aid for trade"), hướng tới xoá bỏ tình trạng nghèo đói trên thế giới. Ngày 18 tháng 10 năm 2007, chính phủ Phần Lan đã thông qua Chương trình chính sách phát triển (Development Policy Programme) mới với chủ đề "Toward a Sustainable and Just World Community"(Hướng tới một cộng đồng thế giới công bằng và bền vững). Mục tiêu chính của chính sách phát triển mới này là xoá đói giảm nghèo và phát triển bền vững phù hợp với các mục tiêu Thiên niên kỷ. 
Năm 2009, viện trợ phát triển của Phần Lan đạt 0,5% GDI. Phần Lan cam kết tăng viện trợ phát triển lên 0,58% GDI năm 2011 và 0,7% GDI năm 2015. Hiện nay, hợp tác phát triển của Phần Lan tập trung vào 8 nước đối tác dài hạn gồm: Mozambique, Tanzania, Ethiopia, Zambia, Kenya ở châu Phi; Nicaragua ở châu Mỹ Latin; Việt Nam và Nepal ở châu Á.

### Du lịch
Phần Lan đã đón hơn 3 triệu du khách nước ngoài trong năm 2017, trong đó có khoảng 1,5 triệu đến từ các quốc gia Liên minh châu Âu . Năm 2013, giá trị của ngành du lịch chiếm khoảng 2,5% GDP của Phần Lan, và cung cấp khoảng 136 700 việc làm .
Cảnh quan chiếm ưu thế tại Phần Lan là những cánh rừng thông dày và những ngọn đồi thoai thoải, cùng với một số lượng rất lớn các hồ nước và những con lạch. Phần lớn lãnh thổ Phần Lan là nguyên sơ và hoang sơ, bao gồm 40 công viên quốc gia từ bờ biển phía Nam của Vịnh Phần Lan đến vùng núi cao Lapland. Phần Lan cũng có các vùng dân cư với nhiều sự kiện và hoạt động văn hóa.
Các chuyến du lịch thương mại giữa các thành phố cảng biển và ven biển lớn ở khu vực Baltic, bao gồm Helsinki, Turku, Tallinn, Stockholm và Travemünde, đóng một vai trò quan trọng trong ngành du lịch địa phương. Phần Lan được coi là quê hương của Thánh Nicholas hay Ông già Noel, sống ở vùng Lapland phía bắc . Ông già Noel thường được cho là sống ở Rovaniemi vùng Lapland phía bắc Phần Lan. Ở thị trấn Rovaniemi còn có một ngôi làng gọi là Làng Santa Claus cho khách du lịch đến tham quan.
Khu vực nằm bên trong Vòng Bắc Cực, vào giữa mùa đông thường xảy ra hiện tượng đêm vùng cực, một khoảng thời gian mà mặt trời không mọc trong nhiều ngày hoặc vài tuần, hoặc thậm chí hàng tháng, vào giữa mùa hè thì lại có hiện tượng ban ngày vùng cực, khi mà mặt trời vẫn có thể chiếu sáng ngay cả khi nửa đêm (73 ngày liên tục, tại điểm cực bắc). Hiện tượng cực quang cũng thường xuyên xuất hiện ở vùng phía bắc đất nước vào một thời điểm nhất định trong năm, đây cũng là thời điểm thu hút khách du lịch.
Ngoài ra, vào mùa đông, Phần Lan mang đến cơ hội trượt tuyết băng đồng và trượt tuyết trên núi cao. Nhiều khu nghỉ mát trượt tuyết nổi tiếng nằm ở phía bắc của vòng Bắc cực ở Lapland, ngoài ra còn có khu trượt tuyết Kuusamo ở phía đông bắc của tỉnh Oulu và Himos ở Jämsä, chỉ cách Helsinki 200 km về phía bắc.

## Nhân khẩu

### Dân số
Dân số của Phần Lan xấp xỉ 5.500.000 người. Phần Lan là quốc gia rộng xếp thứ 6 ở châu Âu, mật độ dân số trung bình 18 người/km². Hầu hết người Phần Lan, khoảng 54% sống ở ngoại ô, trong đó 26% sống ở khu vực vùng xa thành phố. Thành phố Helsinki, thủ đô của Phần Lan, có số dân khoảng 626.305 người, Espoo có khoảng 267.906 người và Vantaa có khoảng 212.473 người; một số các thành phố lớn khác là Tampere với số dân 223.238 người, Bắc Oulu 196.860 người, Turku 184.190 người, Jyväskylä 135.591 người và Kuopio là 111.000 người.
- Có khoảng 1,8 triệu gia đình ở Phần Lan. Trong số đó các gia đình có trẻ em chiếm khoảng 1,9%. Vào năm 1960 con số đó là 2,27%. Năm 1999 số lực lượng lao động nữ chiếm 2.5 triệu người. Mức thu nhập của họ chiếm 80% so với nam giới và tuổi thọ của nữ giới cũng cao hơn nam. Trung bình tuổi thọ của nữ giới là 83 trong khi nam giới là 76. Trong cuộc bầu cử quốc hội năm 1999, nữ chiếm 74 ghế trong tổng số 200.
- Chính sách phúc lợi xã hội của Phần Lan rất tốt.Trẻ em khi sinh ra được chính phủ trợ cấp 100 Euro/tháng cho đến khi đủ 18 tuổi. Phụ nữ mang thai được nghỉ 20 tuần nhưng vẫn được trả 100% lương.

### Tôn giáo

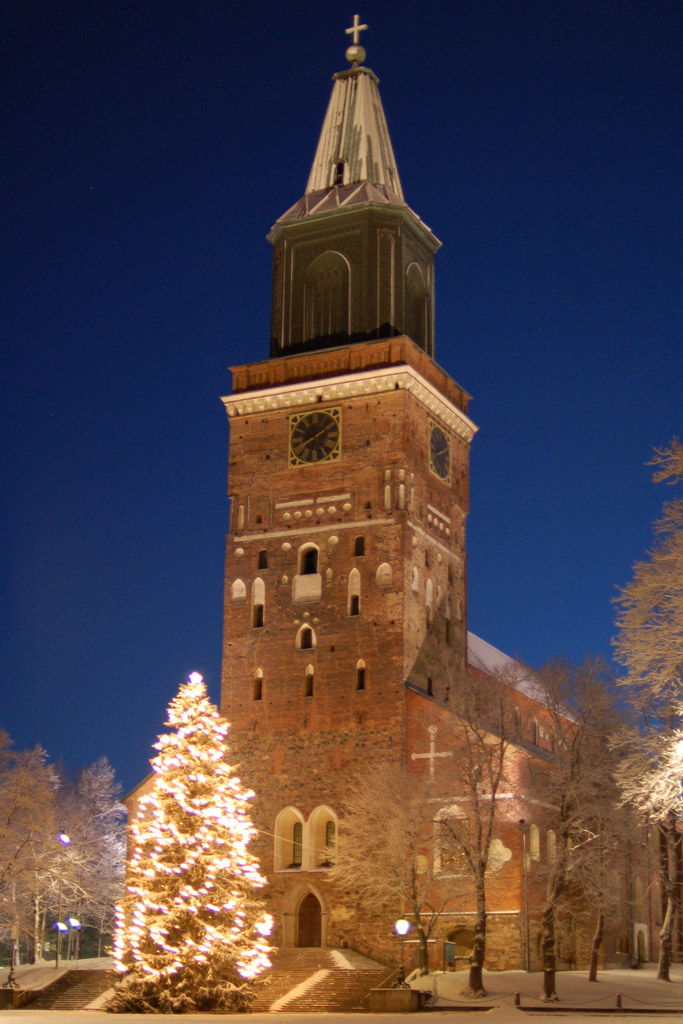
Nhà thờ chính tòa Turku, trung tâm của Giáo hội Lutheran tại Phần Lan.

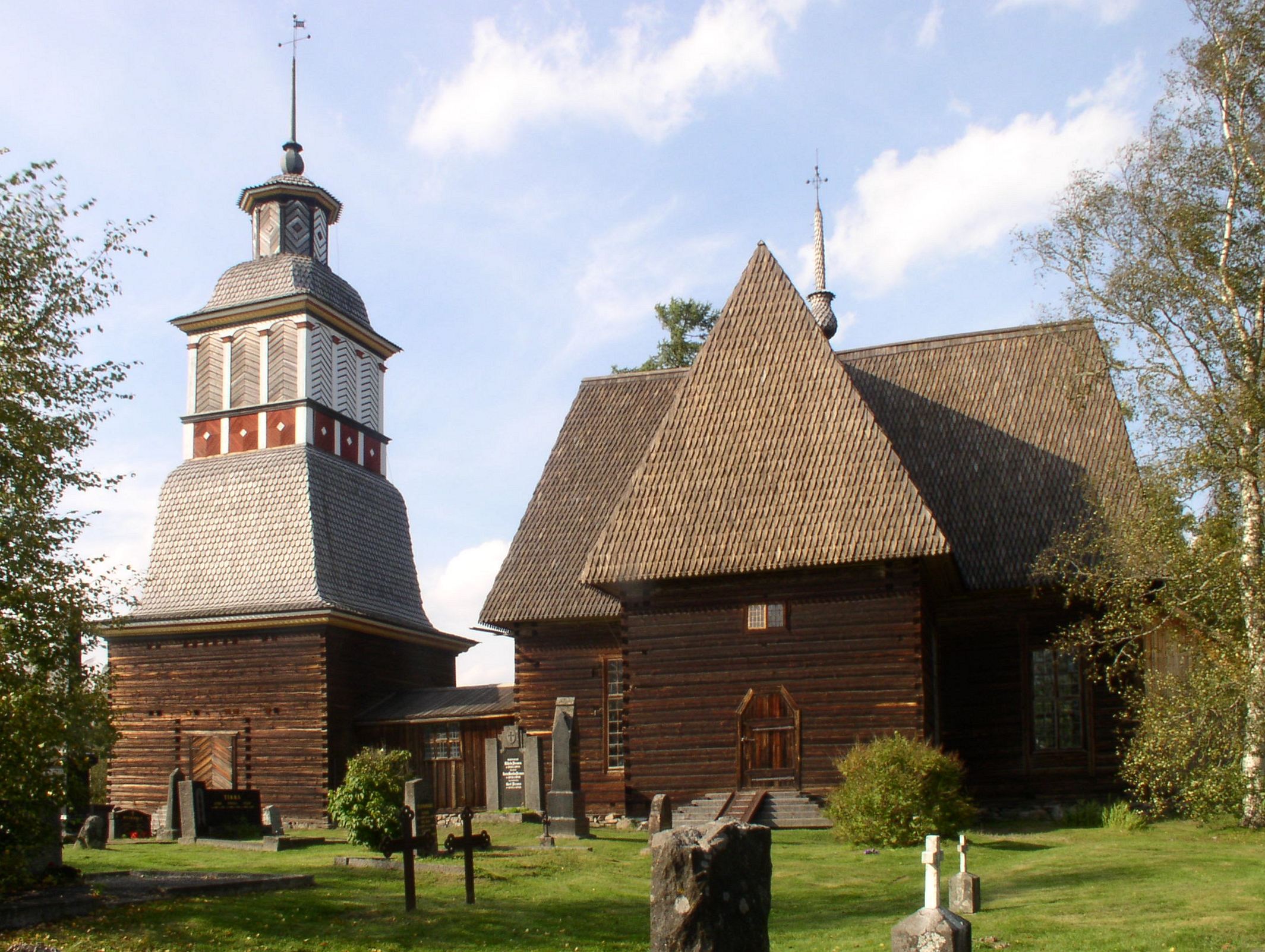
Nhà thờ cổ Petäjävesi, một di sản UNESCO.

Phần Lan là một trong các nước có tỉ lệ dân số theo tôn giáo lớn nhất châu Âu, tuy tỉ lệ này đang giảm. Vào năm 2014, khoảng 74% dân số thuộc Giáo hội Lutheran và khoảng 2% thuộc các nhánh Cơ Đốc giáo khác, hay các cộng đồng tôn giáo khác. Khoảng 23,5% dân số không theo tôn giáo nào. Giáo hội Chính thống giáo Phần Lan chỉ có dưới 60.000 tín đồ, tức là khoảng 1.1% dân số. Tự do tín ngưỡng ở Phần Lan đã được bảo đảm từ năm 1923.
Sự mộ đạo của Phần Lan đã được mô tả một cách khá đúng là "theo đạo nhưng không thường xuyên dự lễ", vì phần lớn người dân không thường xuyên dự các buổi lễ hàng tuần tại nhà thờ. Vai trò của nhà thờ trong đời sống ở Phần Lan được thể hiện rõ hơn trong các sự kiện hàng năm như lễ Giáng Sinh, lễ Phục Sinh, và trong các sự kiện quan trọng trong gia đình như lễ báp têm, lễ kiên tín, lễ cưới, và lễ tang.
Cơ Đốc giáo đến Phần Lan vào thế kỷ XI từ cả hai phía Đông và Tây, khi đó Phần Lan thuộc ảnh hưởng của Thụy Điển. Vua Thụy Điển Gustavus Vasa, người trị vì trong thế kỷ XVI, quyết định ủng hộ cuộc Cải cách Tin Lành trong vương quốc của mình, kết quả là tài sản của Giáo hội Công giáo ở Phần Lan bị tịch thu và Giáo hội Lutheran dần được thiết lập là giáo hội dân tộc cùng với Giáo hội Chính thống giáo Phần Lan sau này.
Trong một thời gian dài, Giáo hội đảm trách các chức năng quan trọng của xã hội như hành chính địa phương và giáo dục, trong khi đó Nhà nước tham gia một phần trong các vấn đề như hành chính, tài chính và điều lệ của Nhà thờ. Giáo hội Tin Lành Lutheran Phần Lan và Giáo hội Chính thống giáo Phần Lan tiếp tục giữ vai trò đặc biệt, như trong trường học và các nghi lễ quốc gia.
Tín đồ của hai nhà thờ này trả một khoản lệ phí thành viên dưới dạng thuế nhà thờ khoảng từ 1 đến 2.25%, tùy theo từng giáo xứ, được thu cùng với thuế thu nhập. Ngoài ra, các nhà thờ còn được hưởng một phần nhỏ trong thuế doanh nghiệp do các công ty, tập đoàn hay các tổ chức tương tự như vậy đóng góp. Khoản tiền này được dùng để hỗ trợ quản lý các hoạt động phát triển xã hội của nhà thờ như tạo việc làm cho thanh thiếu niên, công việc xã hội, tu sửa nghĩa trang, duy trì sổ đăng ký của nhà thờ, tu sửa các khu nhà lịch sử.

### Ngôn ngữ
Tiếng Phần Lan là thành viên của hệ ngôn ngữ Ural. Tiếng Phần Lan, tiếng Estonia nằm trong một nhánh; tiếng Hungary thuộc nhóm lớn trong nhóm ngôn ngữ người Ugri. Ngôn ngữ chính thức của Phần Lan là tiếng Phần Lan và tiếng Thụy Điển được sử dụng như tiếng mẹ đẻ khoảng 6% số dân. Một tiếng bản xứ nữa là tiếng Sami được sử dụng bởi những người Sami, còn được biết đến là người Lapp (miền Bắc của Scandinavia). Tiếng Thụy Điển xuất hiện ở Phần Lan do có lịch sử trước đây, thời kỳ đầu thế kỷ XIII cho đến năm 1809, lúc đó Phần Lan là một phần của lãnh địa Thụy Điển.
Số lượng người nước ngoài sống tại Phần Lan khoảng 322,700 người vào năm 2014, chủ yếu tới từ Nga, Estonia, Somalia, Iraq và Nam Tư .

### Giáo dục

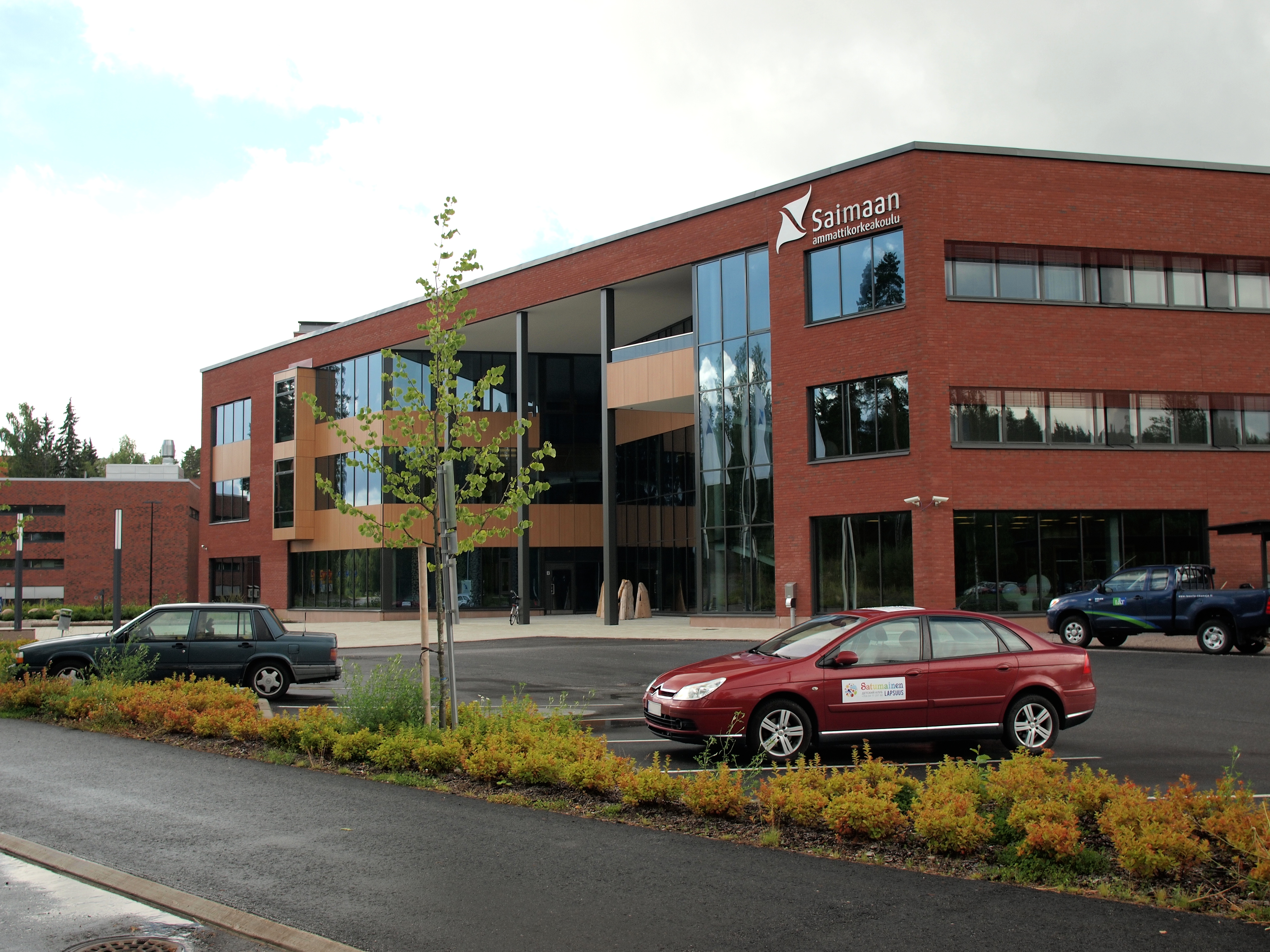
Đại học Khoa học Ứng dụng LAB ở Lappeenranta.

Hệ thống giáo dục ở Phần Lan là hoàn toàn miễn phí. Chương trình mầm non được dành cho trẻ từ 4 tuổi đến 6 tuổi. Chương trình giáo dục toàn diện bắt buộc trong 9 năm bắt đầu từ 7 tuổi và kết thúc vào 16 tuổi. 6 năm đầu tiên học sinh sẽ được học với 1 giáo viên duy nhất dạy các môn (trừ các môn năng khiếu), 3 năm cuối cấp sẽ được học theo từng giáo viên bộ môn như: Toán, Khoa học, Kinh tế gia đình,... Đại học hoặc học nghề sau phổ thông (bắt buộc) được thực hiện ở năm 17 tuổi.
Các trường Đại học ở Phần Lan:
- Đại học Helsinki
- Đại học Metropolia
- Đại học Aalto
- Đại học Haaga-Helia
- Đại học Oulu
- Đại học Häme
- Đại học Vaasa
- Đại học Tampere
- Đại học Turku

## Văn hóa

### Biểu tượng quốc gia
Trinh nữ Phần Lan (tiếng Phần Lan: Suomi-neito, tiếng Thụy Điển: Finlands mö) là một cô gái trẻ được xây dựng thành một hình tượng quốc gia (National personification) của Phần Lan, biểu thị sự hiện thân của Phần Lan.

### Văn học
Mặc dù được ghi nhận là một trong những nền văn học xuất hiện muộn nhất địa vực Âu châu, nhưng Phần Lan thường được mệnh danh Ngôi sao phương Bắc vì những thành tựu khiến nhiều nền văn học lâu đời phải ganh tị. Cái bất thường của nền văn học từ khi ra đời đến nay là hầu như không song hành ngôn ngữ bản địa, cho dù ngôn ngữ Phần Lan cũng có lịch sử ít nhất một thiên niên kỷ. Trong thực tế, các giá trị tạo nên văn học Phần Lan lại không hữu hạn trong quốc thổ mà tỏa ra Thụy Điển, Estonia, Nga và đặc biệt Karjala - miền đất huyền thoại này được coi là khởi thủy dòng văn học tiếng Phần Lan. Do vậy, thuật ngữ văn học Phần Lan còn có tính quốc tế khá cao.
Do nhiều biến cố lịch sử, văn học Phần Lan được cấu thành trên ba ngôn ngữ: Thụy Điển, Phần Lan và Nga. Vì thế, đôi khi Phần Lan được giới phê bình gọi vui là nền văn học chân thiên nga. Trong đó, văn học tiếng Thụy Điển có giá trị cao nhất và khối lượng cũng đồ sộ hơn cả. Sau Đệ nhị Thế chiến, chính phủ Phần Lan cùng các cơ quan đặc trách văn hóa đã ra sức nâng tầm tiếng Phần Lan thành quốc ngữ, qua đó dòng văn học tiếng Phần Lan có sự tăng trưởng mạnh hơn các thời trước. Tuy nhiên, dòng nghệ thuật này lại phổ biến ở Karjala và Estonia hơn.
Ngày nay, văn học Phần Lan được san xẻ chung giữa Na Uy, Thụy Điển, Phần Lan, Nga và Estonia như bộ phận rất quan trọng cấu thành văn hóa mỗi quốc gia. Tại Latvia, Lietuva, Belarus và Ba Lan, thậm chí Komi từ đầu thập niên 1990 đã diễn ra những tranh luận sôi nổi trong vấn đề có hay không công nhận dòng văn học Phần Lan từng tồn tại trong diễn trình lịch sử văn học xứ mình, nhiều quan điểm cho rằng đã tới lúc cần chấp nhận nó như một đặc tính bản địa thay vì coi là ngoại lai.

## Thư mực
- Barnett, Andrew - Sibelius.[1]
- Edwards, Robert - Winter war: Russia's invasion of Finland, 1939-1940.[2]
- Hooven, F. Valentine - Tom of Finland: his life and times.[3]
- Kent, Neil - Helsinki: a cultural and literary history.[4]
- Mann, Chris - Hitler's Arctic War: the German campaigns in Norway, Finland, and the USSR, 1940-1943.[5]
- Nieminen, Raija - Voyage to the island.[6]
- Quantrill, Malcolm - Reima Pietila: architecture, context, and modernism.[7]
- Steinbock, Dan - The Nokia revolution: the story of an extraordinary company that transformed an industry.[8]
- Stenman, Kari - Luftwaffe over Finland.[9]
- Torvalds, Linus - Just for Fun: The Story of an Accidental Revolutionary.[10]
- Trotter, William R. - A Frozen Hell: The Russo-Finnish Winter War of 1939-1940.[11]